# 南郷上山町
南郷上山町（なんごうかみやまちょう）は、滋賀県大津市にある地名。丁番を持たない単独町名である。

## 地理
大津市の南部に位置し、南東に石山南郷町、他は南郷と接している。

## 歴史
- 2009年（平成21年）10月1日 - 南郷三丁目、南郷四丁目、石山南郷町の各一部を分離し、南郷上山町を設置[1]。

## 世帯数と人口
2019年（平成31年）4月1日現在の世帯数と人口は以下の通りである。
| 町丁       | 世帯数  | 人口  |
| ---------- | ------- | ----- |
| 南郷上山町 | 140世帯 | 471人 |

### 人口の変遷
国勢調査による人口の推移。
| 2010年（平成22年） | 29人  | [ 6 ] |  |
| 2015年（平成27年） | 353人 | [ 7 ] |  |

### 世帯数の変遷
国勢調査による世帯数の推移。
| 2010年（平成22年） | 10世帯  | [ 6 ] |  |
| 2015年（平成27年） | 105世帯 | [ 7 ] |  |

## 学区
市立小・中学校に通う場合、学区は以下の通りとなる。
| 番・番地等 | 小学校             | 中学校             |
| ---------- | ------------------ | ------------------ |
| 全域       | 大津市立南郷小学校 | 大津市立南郷中学校 |

## その他

### 日本郵便
- 郵便番号 : 520-0871[4]（集配局：大津中央郵便局[9]）。